# سفیدخانی جدید
سفیدخانی جدید، روستایی از توابع بخش رومشکان شهرستان کوهدشت در استان لرستان ایران است.

## جمعیت
این روستا در دهستان رومشکان غربی قرار دارد و براساس سرشماری مرکز آمار ایران در سال ۱۳۸۵، جمعیت آن ۲۷۳ نفر (۵۸خانوار) بوده‌است.